# Енгелсберг
Енгелсберг (њем. Engelsberg) општина је у њемачкој савезној држави Баварска. Једно је од 35 општинских средишта округа Траунштајн. Према процјени из 2010. у општини је живјело 2.647 становника. Посједује регионалну шифру (AGS) 9189115.

## Географски и демографски подаци
Енгелсберг се налази у савезној држави Баварска у округу Траунштајн. Општина се налази на надморској висини од 517 метара. Површина општине износи 34,2 km². У самом мјесту је, према процјени из 2010. године, живјело 2.647 становника. Просјечна густина становништва износи 77 становника/km².